# The Player (Fernsehserie)
The Player (entwickelt unter dem Titel Endgame) ist eine US-amerikanische Dramaserie mit Wesley Snipes und Philip Winchester in den Hauptrollen. Die Serie wurde am 8. Mai 2015 bestellt und wird seit dem 24. September 2015 beim Sender NBC ausgestrahlt. Der deutsche Pay-TV-Sender RTL Crime strahlte die Serie bereits einen Tag nach der US-Ausstrahlung in Originalton mit Untertiteln aus.
Aufgrund unterdurchschnittlicher Quoten beschloss der Sender, die ursprüngliche Order von 13 Episoden auf neun zu kürzen.
Eine deutschsprachige Synchronisation der Serie, war ab 28. Juni 2016 ebenfalls bei RTL Crime zu sehen.

## Inhalt
Alex Kane ist ein Sicherheitsexperte in Las Vegas, dessen Ex-Frau Ginny durch unbekannte Täter getötet wird. Auf der Jagd nach den Mördern gerät Kane an Isaiah Johnson und Cassandra King, die Wetten auf Verbrechen organisieren. Ein „Spieler“ wird jeweils gegen „die Kriminellen“ eingesetzt. King hilft dem „Spieler“ mit fast unbegrenzten Mitteln, während die Wetter darauf setzen, wer die Oberhand behalten wird. Kane wird als neuster „Spieler“ für die Organisation rekrutiert. Bei seinen Abenteuern hat er es mit Diamantenraub einer Gruppe professioneller Bank-Räuber, einem Sniper, einem Autobombenleger, der chinesischen Mafia, einem Serienkiller  der immer an Halloween zuschlägt, mit rivalisierenden Gangs und Drogenkriminalität zu tun. Oftmals muss sich Alex auch noch mit Kopfgeldjägern herumschlagen, die ihm oft im Nacken hängen und von seinen „Spielgegnern“ engagiert wurden.

## Episodenliste
| Nr. | Deutscher Titel     | Originaltitel         | Erstausstrahlung USA | Deutschsprachige Erstausstrahlung (D) |
| --- | ------------------- | --------------------- | -------------------- | ------------------------------------- |
| 1   | Ihre Einsätze bitte | Pilot                 | 24. Sep. 2015        | 25. Sep. 2015                         |
| 2   | Das Spiel beginnt   | Ante Up               | 1. Okt. 2015         | 2. Okt. 2015                          |
| 3   | Schlechte Karten    | L.A. Take Down        | 8. Okt. 2015         | 9. Okt. 2015                          |
| 4   | Dame, König, As     | The Big Blind         | 15. Okt. 2015        | 16. Okt. 2015                         |
| 5   | Solomon             | House Rules           | 22. Okt. 2015        | 23. Okt. 2015                         |
| 6   | Der Nordmann        | The Norseman          | 29. Okt. 2015        | 30. Okt. 2015                         |
| 7   | Bandenkrieg         | A House Is Not A Home | 5. Nov. 2015         | 6. Nov. 2015                          |
| 8   | Downtown            | Downtown Odds         | 12. Nov. 2015        | 13. Nov. 2015                         |
| 9   | Das Versteck        | Tell                  | 19. Nov. 2015        | 20. Nov. 2015                         |

## Besetzung
Die deutschsprachige Synchronisation der Serie erfolgt bei der Scalamedia GmbH, München unter Dialogregie von Alexander Brem
| Rollenname          | Schauspieler      | Episoden  | Synchronsprecher  |
| ------------------- | ----------------- | --------- | ----------------- |
| Alex Kane           | Philip Winchester | 1.01–1.09 | Stefan Günther    |
| Cassandra King      | Charity Wakefield | 1.01–1.09 | Maren Rainer      |
| Detective Cal Brown | Damon Gupton      | 1.01–1.09 | Thomas Wenke      |
| Mr. Johnson         | Wesley Snipes     | 1.01–1.09 | Torsten Michaelis |
| Ginny               | Daisy Betts       | 1.01–1.09 | Tatjana Pokorny   |

## Kritik
Rotten Tomatoes bewertete die die Serie mit 38 Prozent Zustimmungsrate und einer durchschnittlichen Bewertung von 4,1 / 10, bei der 45 Bewertungen ausgewertet wurden. Im Kritikerkonsens heißt es, dass „Der Spieler nichts Originelles auf den Tisch“ bringen würde. Auf Metacritic gibt es 43 von 100, basierend auf 25 Bewertungen von Kritikern, was eine „durchschnittliche Bewertungen“ bedeutet.

## Ausstrahlung und internationaler Vertrieb
Dank eines Output-Deals mit Sony Pictures Television liegen die Rechte der Serie in Deutschland bei der RTL Group. Der zugehörige Sender RTL Crime begann damit, die Serie bereits einen Tag nach der US-Ausstrahlung in Originalton mit Untertiteln auszustrahlen. Eine deutschsprachige Synchronisation gab es ab 28. Juni 2016, als die Serie erneut bei RTL Crime ausgestrahlt wurde.
Sony verkaufte die internationalen Ausstrahlungsrechte der Serie in 105 verschiedene Territorien.